# Gagra (municipalité)
La municipalité de Gagra (en géorgien : გაგრის მუნიციპალიტეტი, phonétiquement gagris mounitsipalitéti) est un district de la république autonome d'Abkhazie, république sécessionniste de la Géorgie depuis 1992 et dont l'indépendance n'est reconnue que par quelques pays (dont  la Russie depuis 2008). Il est situé dans la partie occidentale de l’Abkhazie et la rivière Psoou sert de frontière avec Krasnodar, Krai de Russie.
Son chef-lieu est la ville de Gagra, la ville du même nom. La population du district en 1989 était de 77 079 habitants , mais ce nombre a chuté de façon spectaculaire à la suite de l'effondrement de l'Union soviétique et de la guerre de 1992-1993 en Abkhazie (aboutissant à l'expulsion massive des Géorgiens), à 37 002 au moment du recensement de 2003.